# Пасюк, Анатолий Степанович
Анатолий Степанович Пасюк (13.11.1923-30.04.1989) — советский физик, кандидат физико-математических наук, лауреат Государственной премии СССР (1975).
Родился 13 ноября 1923 г. Участник Великой Отечественной войны.
Окончил МИФИ (1954).
В 1954—1959 гг. младший научный сотрудник в ЛИПАН, Институте атомной энергии АН СССР (в составе группы Г. Н. Флёрова).
С 1959 г. младший, старший научный сотрудник Лаборатории ядерных реакций ОИЯИ.
Кандидат физико-математических наук (1967), тема диссертации «Исследование источников многозарядных ионов с подогревным катодом».
Учёный в области физики и техники ионных источников многозарядных ионов. Руководил созданием источников ионов из твердых веществ, которые впервые в мире обеспечили ускорение ионов кальция и цинка, что способствовало развитию нового метода синтеза тяжелых и сверхтяжелых элементов.
В качестве руководителя группы ионных источников принимал участие в пуске и наладке циклотронов У-300, У-150 и У-400. Под его руководством разработаны новые циклотронные источники и получены самые интенсивные в мире пучки многозарядных ионов из плазменных источников дугового типа.
Лауреат Государственной премии СССР (1975, в составе коллектива) — за цикл работ по синтезу и изучению свойств атомных ядер и границ ядерной устойчивости.
Умер 30 апреля 1989 г.
Публикации:
- Получение ионов углерода, азота, кислорода, неона и аргона в импульсном источнике и ускорение их на циклотронах. 1522 [Текст] / А. С. Пасюк, Го Ци-цянь. — Дубна : [б. и.], 1964. — 17 с. : граф.; 21 см.
- О получении многозарядных ионов ксенона [Текст] / А. С. Пасюк, В. Б. Кутнер. — [Дубна] : [б. и.], [1969]. — 5 с. : граф.; 21 см.
- Ионные источники для получения многозарядных ионов из твердых веществ [Текст] / А. С. Пасюк, Ю. П. Третьяков. — [Дубна] : [б. и.], [1972]. — 12 с. : черт.; 21 см. — (Издания/ Объедин. ин-т ядерных исследований. Р7-6668. Лаб. ядерных реакций).
- Получение и ускорение многозарядных ионов фосфора и цинка [Текст] / А. С. Пасюк, Ю. П. Третьяков, Б. А. Загер. — Дубна : [б. и.], 1971. — 11 с. : ил.; 22 см.
- Получение многозарядных ионов аргона, криптона, ксенона и вольфрама из дугового источника на стенде [Текст] / А. С. Пасюк, Ю. П. Третьяков, С. К. Горбачев. — [Дубна] : [б. и.], [1967]. — 14 с. : граф.; 21 см.